# Duesenberg
Duesenberg (a menudo apodada «Duesy»), fue una compañía estadounidense dedicada a la fabricación de automóviles de lujo con sede en Auburn (Indiana). Activa entre 1913 y 1937, se hizo famosa por sus modelos de alta calidad y de carreras con registros de récord.

## Historia

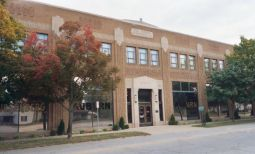
Museo Duesenberg en Auburn, Indiana

Fred y August Duesenberg nacieron respectivamente en 1876 y 1879 en Kirchheide (Lemgo, Alemania), y emigraron a Estados Unidos en 1885. Los dos se formaron como ingenieros de manera autodidacta y desarrollaron varios autos experimentales.
En 1913 los hermanos Fred y August Duesenberg fundaron Duesenberg Automobile & Motors Company Inc. en el N.º 915 de la Grand Avenue en Des Moines (Iowa), con la finalidad de construir autos deportivos. Los modelos Duesenberg fueron considerados entre los de mejor calidad de su época, y se construían completamente en forma artesanal.
En 1914 Eddie Rickenbacker condujo un «Duesy» culminando la carrera de Indianapolis 500 en décimo lugar, y otros modelos de la marca ganaron en 1924, 1925 y 1927.
En 1920, un Duesenberg marcó un nuevo récord de velocidad en tierra en Daytona, con Tommy Milton que lo pilotó a una velocidad de 156 mph.
A finales de 1921, Jimmy Murphy ganó el Gran Premio de Francia con un Duesenberg, siendo el primer estadounidense en ganar dicho campeonato.
Con la Gran Depresión, el mercado de automóviles de lujo quedó gravemente socavado, y Duesenberg quebró en 1937.

## Imágenes
|  |  |  |